# Kingsley (Iowa)
Kingsley é uma cidade localizada no estado americano de Iowa, no Condado de Plymouth.

## Demografia
Segundo o censo americano de 2000, a sua população era de 1245 habitantes.
Em 2006, foi estimada uma população de 1265, um aumento de 20 (1.6%).

## Geografia
De acordo com o United States Census Bureau tem uma área de
4,1 km², dos quais 4,1 km² cobertos por terra e 0,0 km² cobertos por água. Kingsley localiza-se a aproximadamente 383 m acima do nível do mar.

## Localidades na vizinhança
O diagrama seguinte representa as localidades num raio de 24 km ao redor de Kingsley.